# Wucherblumen
Die Wucherblumen (Tanacetum) sind eine Pflanzengattung innerhalb der Familie der Korbblütler (Asteraceae). Die 150 bis 160 Arten gedeihen in den gemäßigten Gebieten der Nordhalbkugel.

## Beschreibung

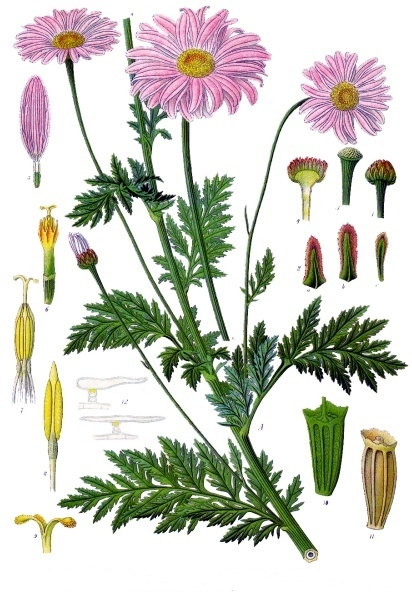
Illustration aus Köhler's Medizinalpflanzen der Rotblütigen Wucherblume (Tanacetum coccineum)

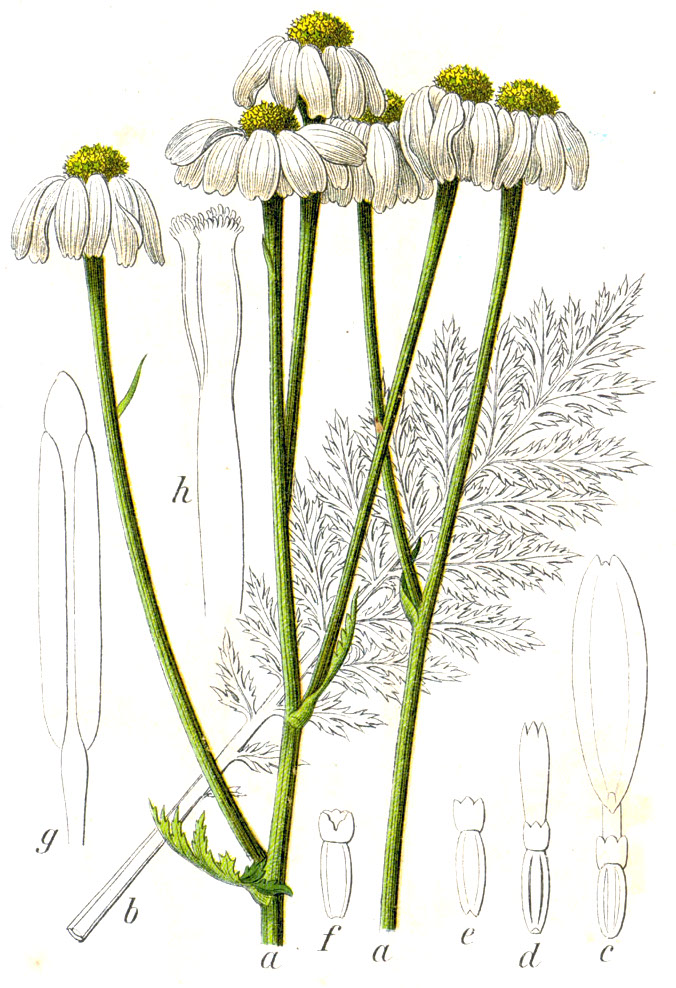
Illustration aus Sturm der Straußblütigen Wucherblume (Tanacetum corymbosum)

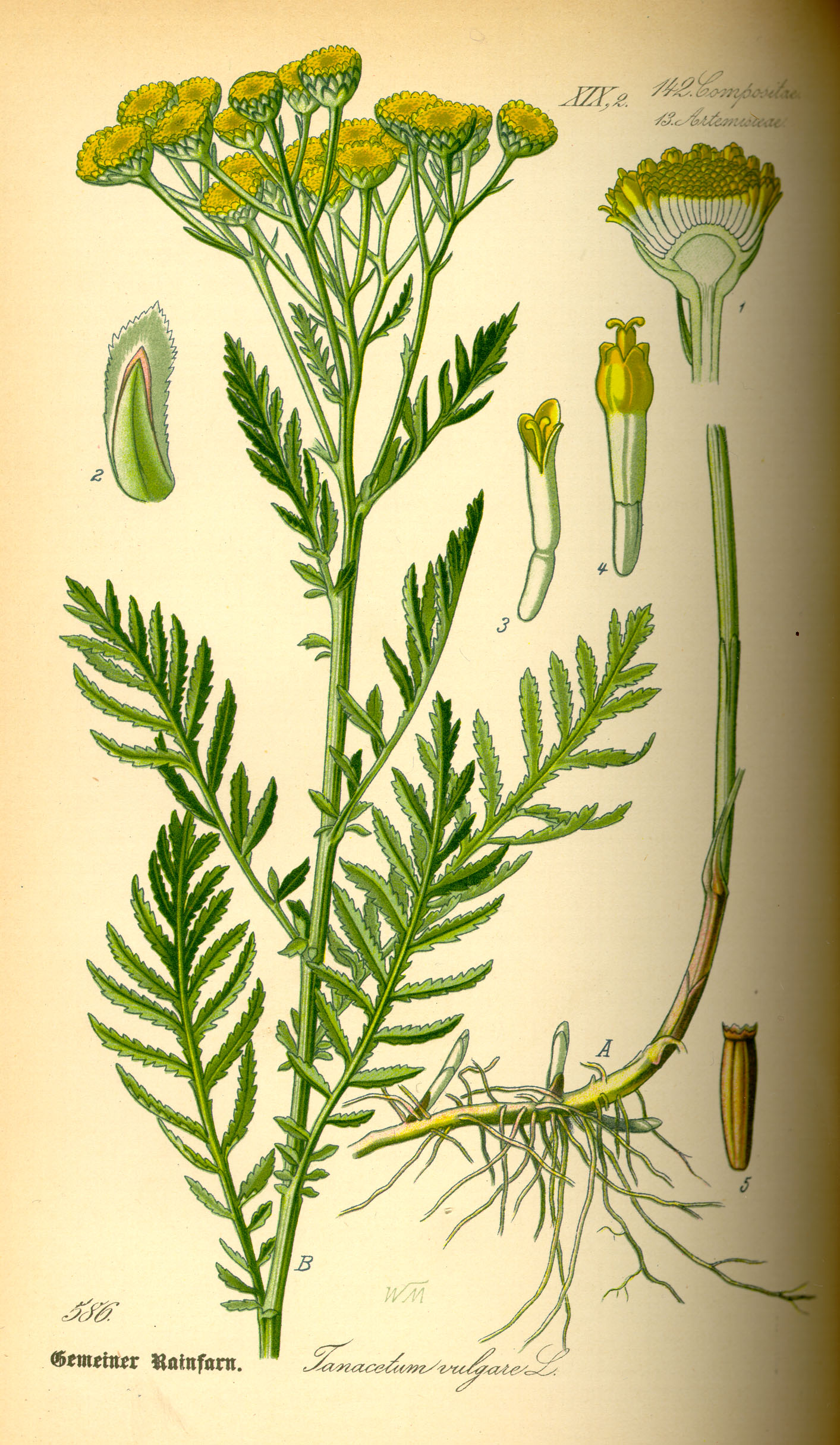
Illustration des Rainfarn (Tanacetum vulgare)

### Vegetative Merkmale
Tanacetum-Arten sind meist ausdauernde, sehr selten einjährige, krautige Pflanzen oder selten Halbsträucher oder Sträucher. Viele Arten verholzen an ihrer Basis mehr oder weniger stark. Sie bilden Rhizome als Überdauerungsorgane. Es handelt sich meist um aromatisch riechende Pflanzen.
Die wechselständig angeordneten Laubblätter sind gestielt oder ungestielt. Die Blattspreiten sind selten einfach, meist sind sie gefiedert.

### Generative Merkmale
Vorherrschend sind aus körbchenförmigen Teilblütenständen zusammengesetzte (oft in Form einer Schirmrispe) Gesamtblütenstände, selten ist nur ein einzelner körbchenförmiger Blütenstand vorhanden. Die Blütenkörbchen weisen einen Durchmesser von selten 3 bis, meist 5 bis über 22 Millimetern auf. Die (selten 20 bis) meist 30 bis mehr als 60 Hüllblätter stehen in (selten zwei) meist drei bis fünf Reihen. Spreublätter sind keine vorhanden. Die Blütenkörbe enthalten 10 bis über 21 Zungenblüten und 60 bis über 300 Röhrenblüten. Die meist weiblichen, fertilen oder sterilen Zungenblüten sind weiß oder gelb. Die zwittrigen, fertilen Röhrenblüten sind gelb.
Die Achänen sind meist fünf- bis zehnrippig (vier- bis über zwölfrippig). Der Pappus besteht aus nur einem häutigen, krönchenförmigen Saum, selten ist kein Pappus vorhanden.

### Chromosomensätze
Die Chromosomengrundzahl beträgt x = 9. Es liegt oft Polyploidie vor.

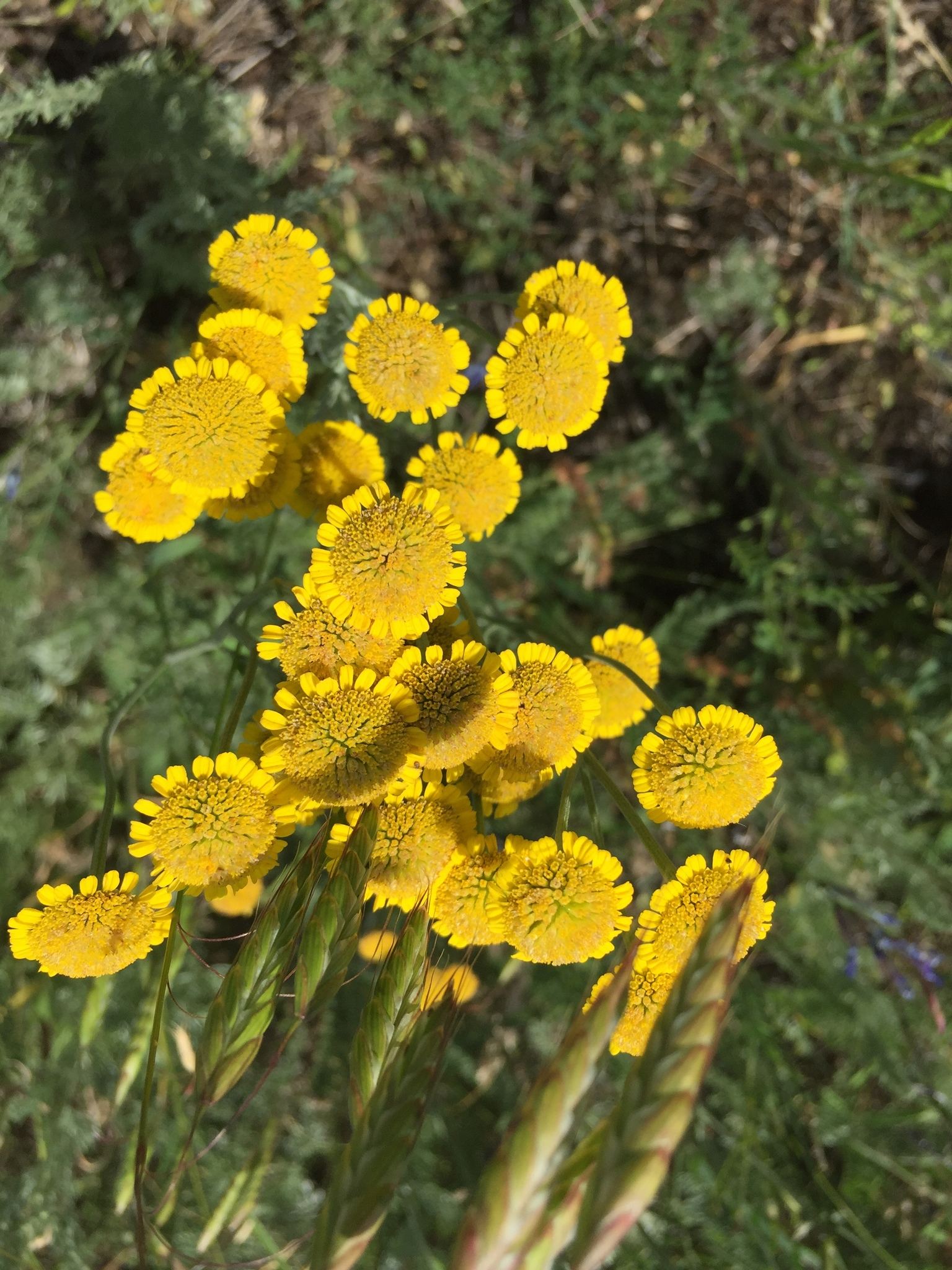
Blütenkörbe von Tanacetum achilleifolium

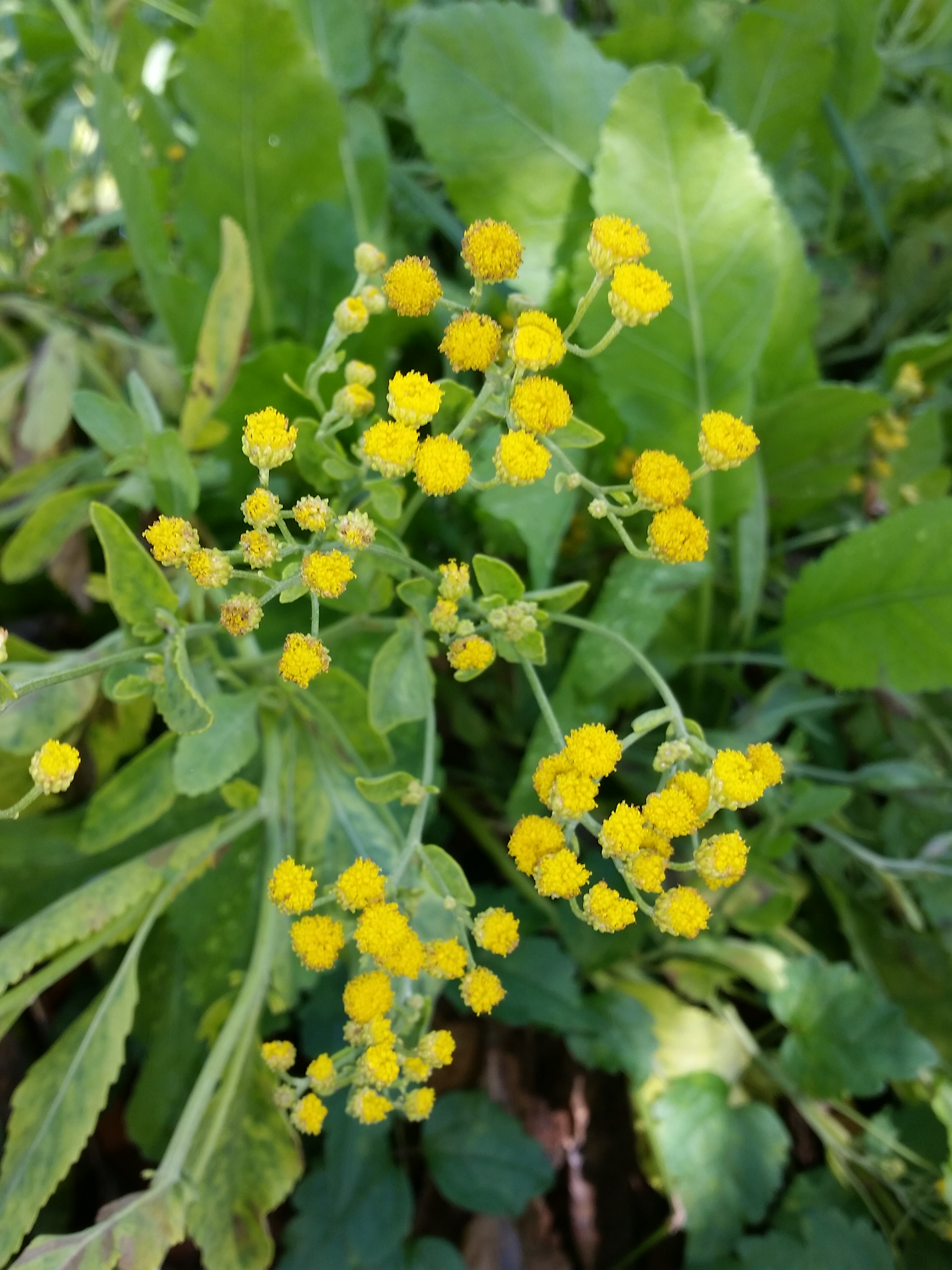
Frauenminze (Tanacetum balsamita)

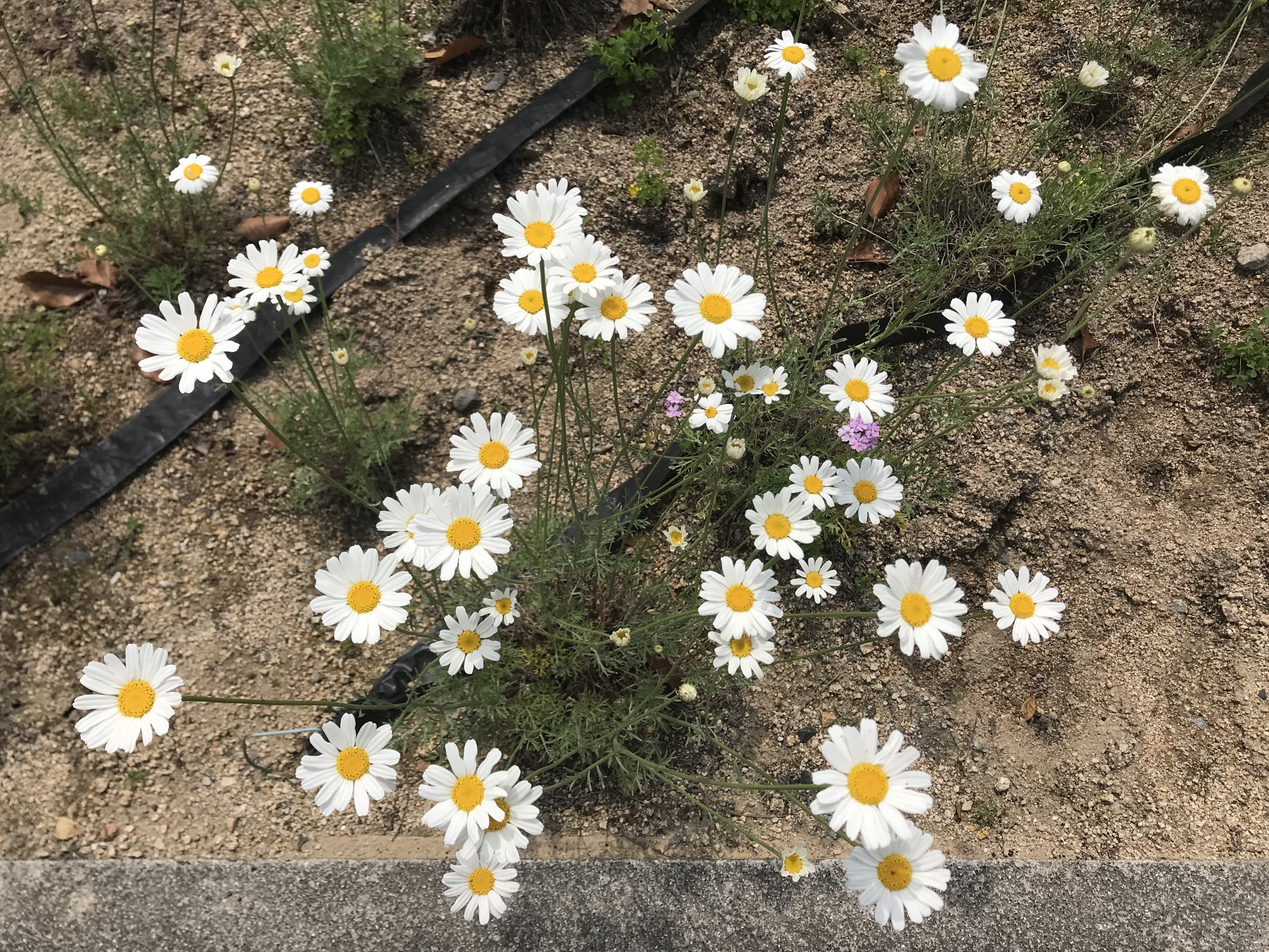
Dalmatinische Insektenblume (Tanacetum cinerariifolium)

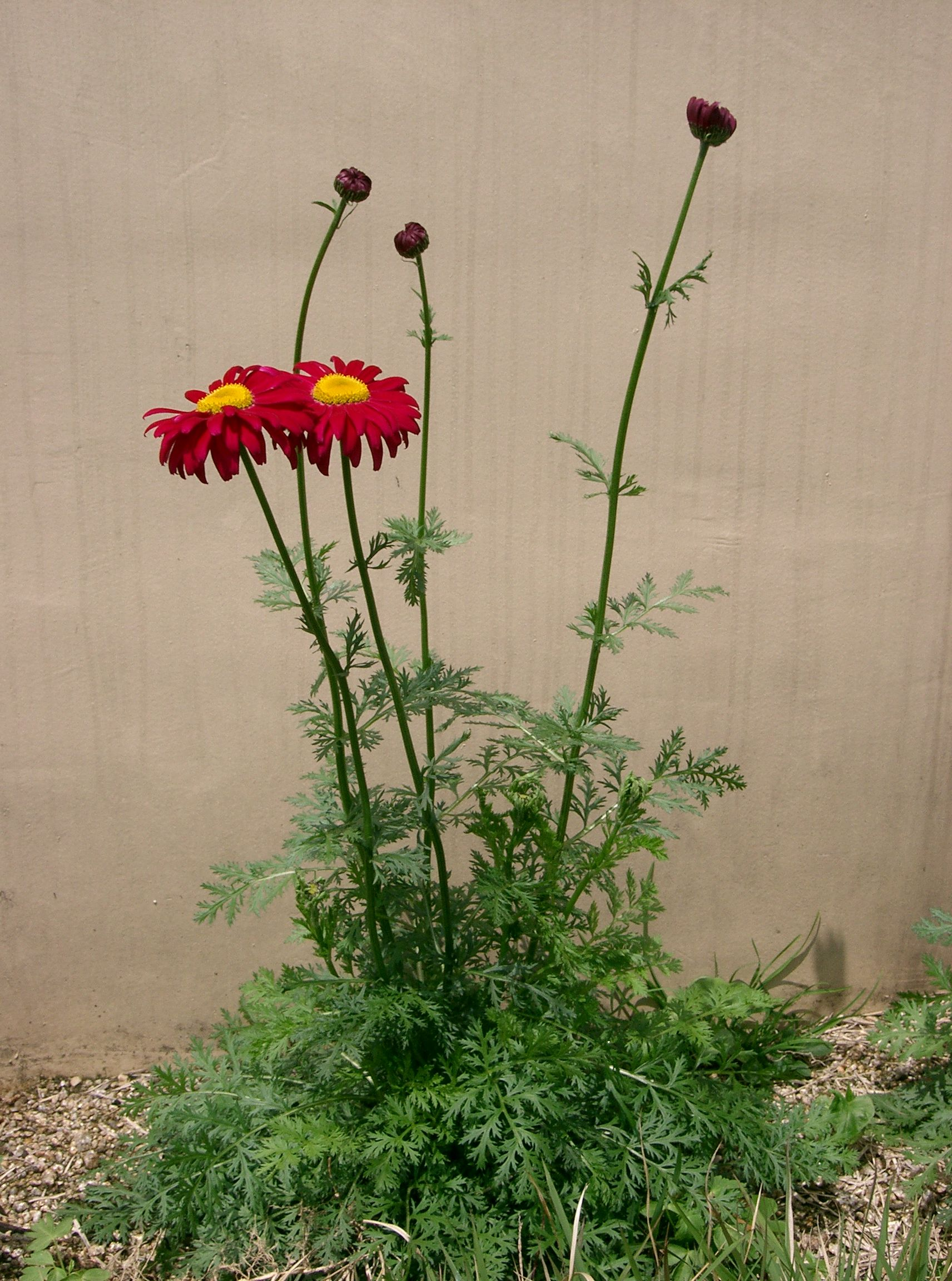
Rotblütige Wucherblume (Tanacetum coccineum)

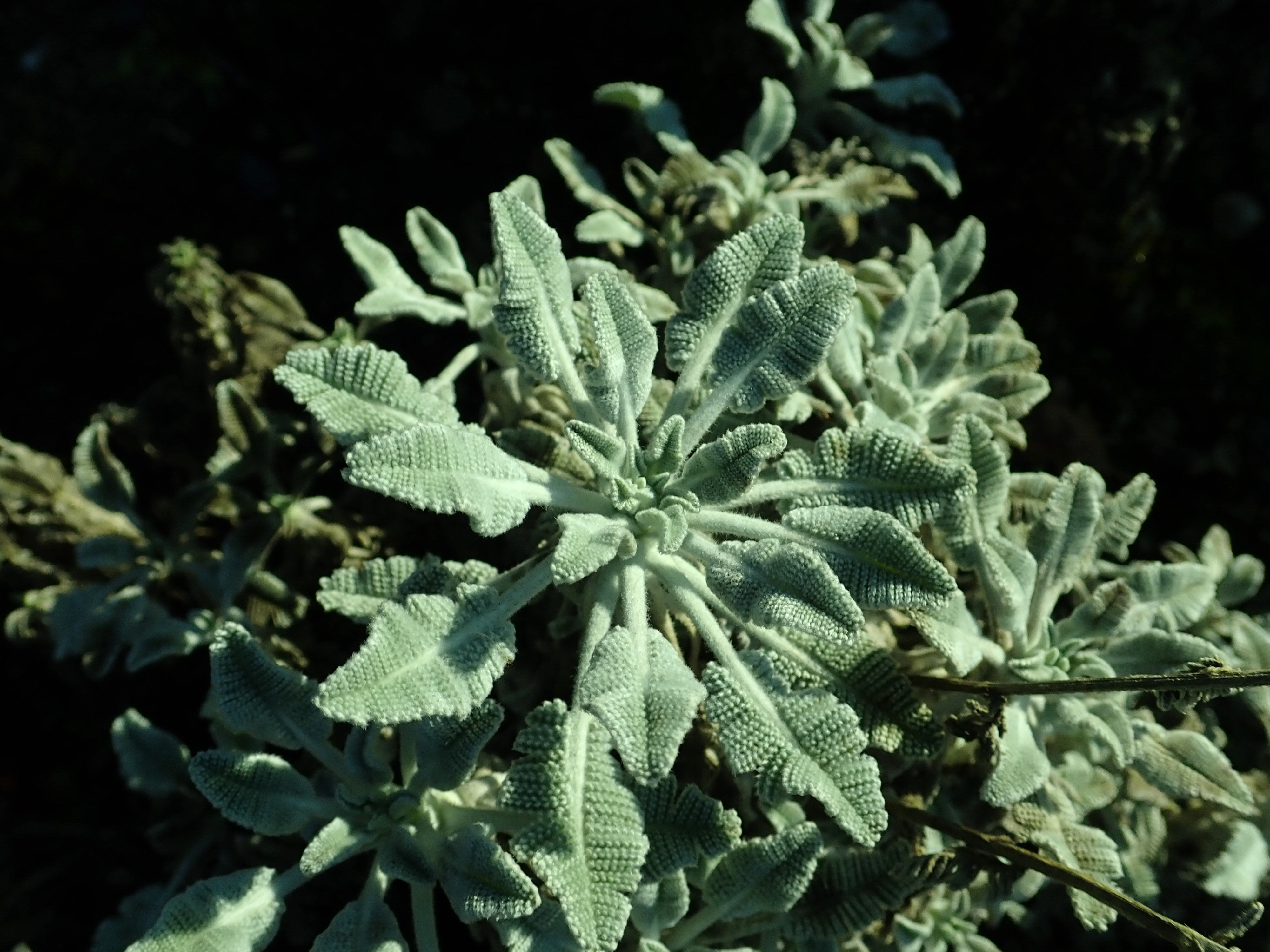
Habitus und Laubblätter von Tanacetum densum

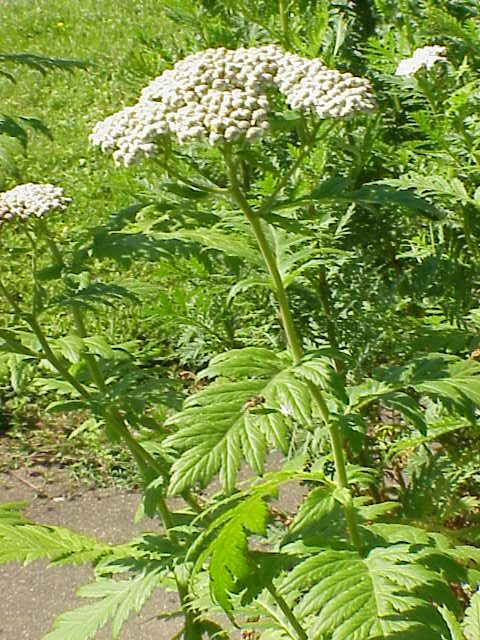
Habitus, Laubblätter und Gesamtblütenstand der Großblättrigen Wucherblume (Tanacetum macrophyllum)

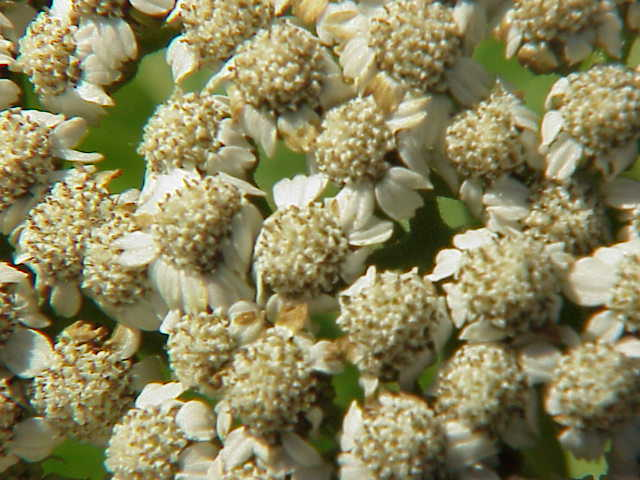
Ausschnitt eines Gesamtblütenstandes mit Blütenkörben im Detail der Großblättrigen Wucherblume (Tanacetum macrophyllum)

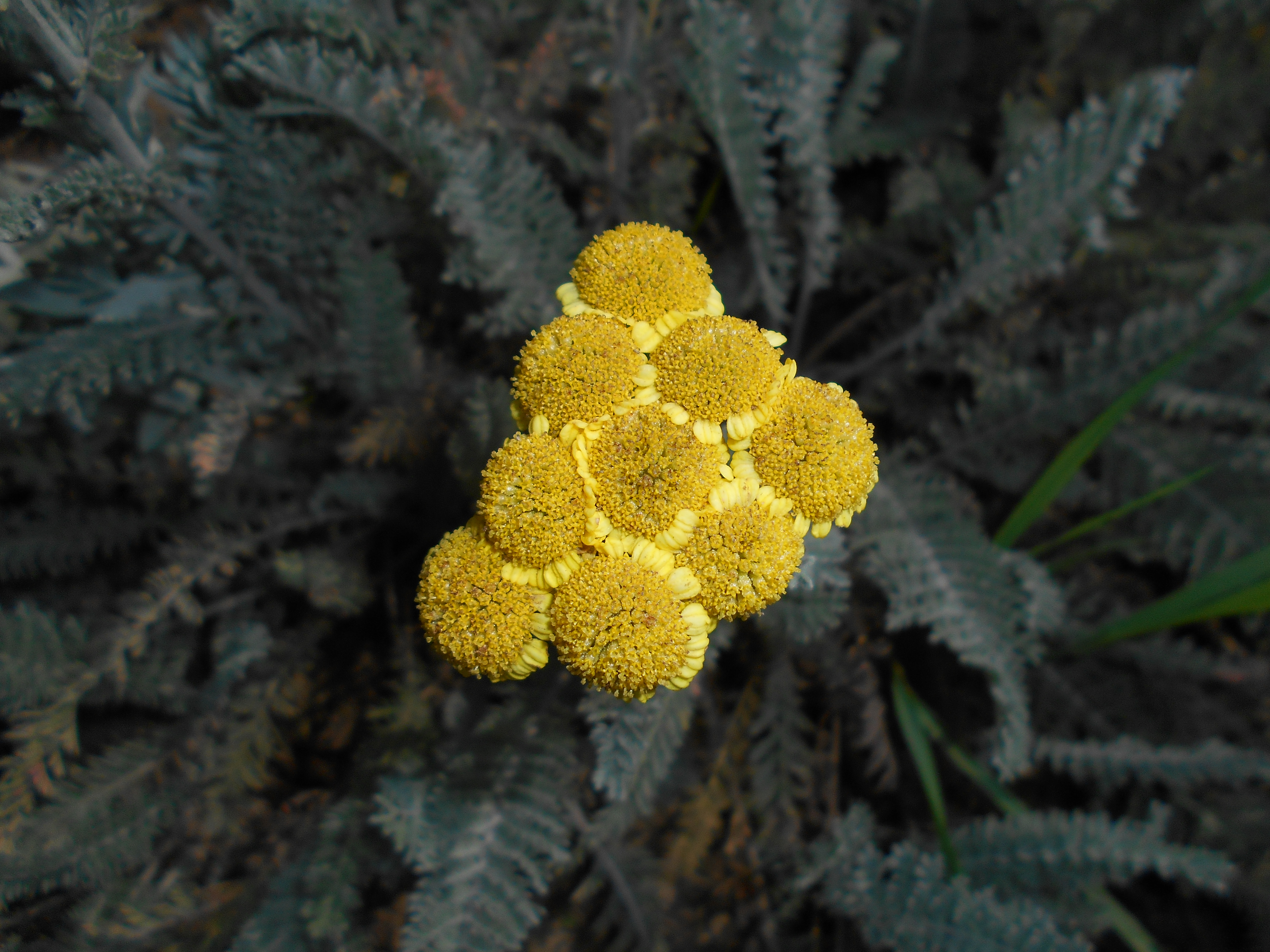
Gesamtblütenstand mit Blütenkörben von Tanacetum millefolium

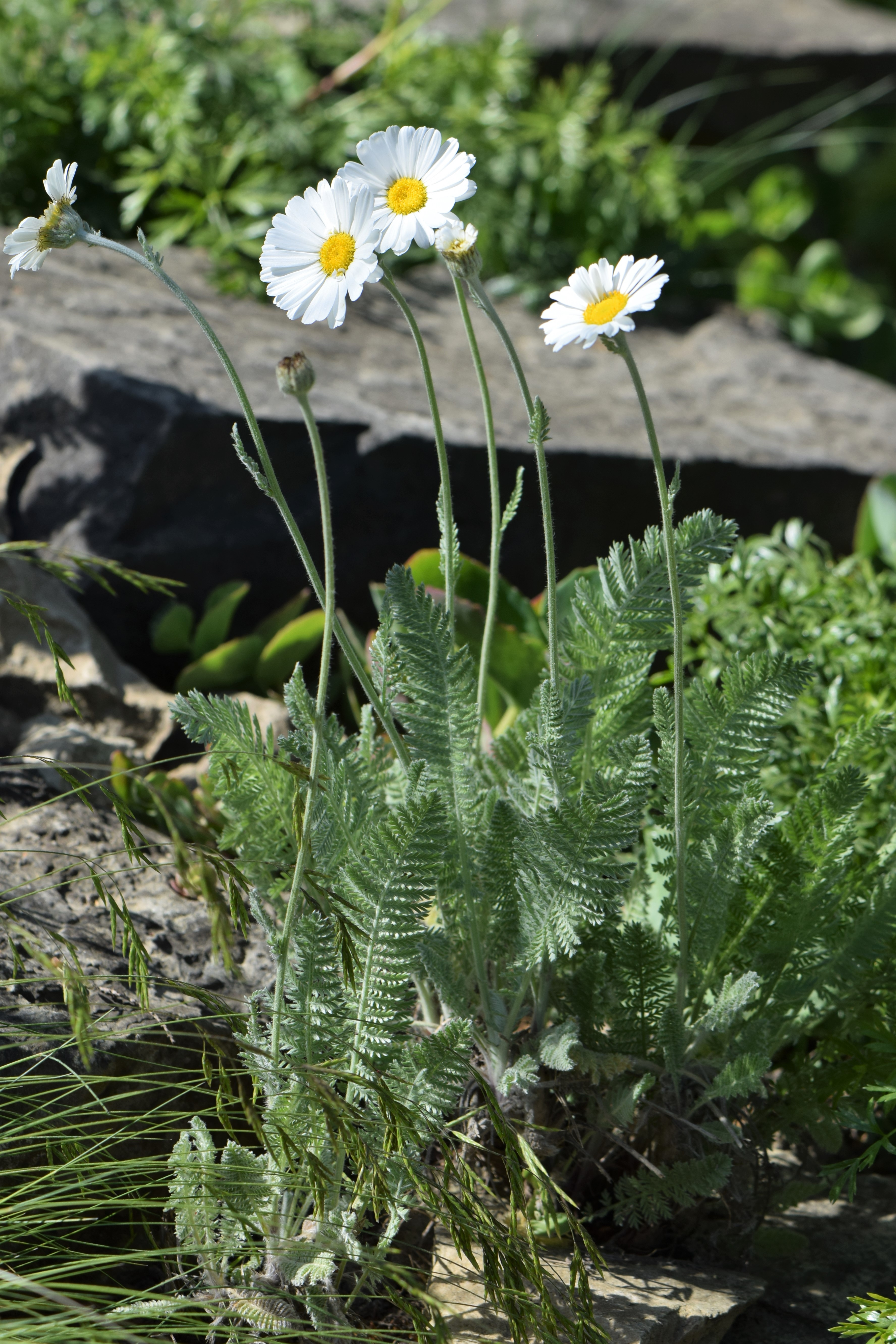
Habitus und Blütenkörbe von Tanacetum sericeum

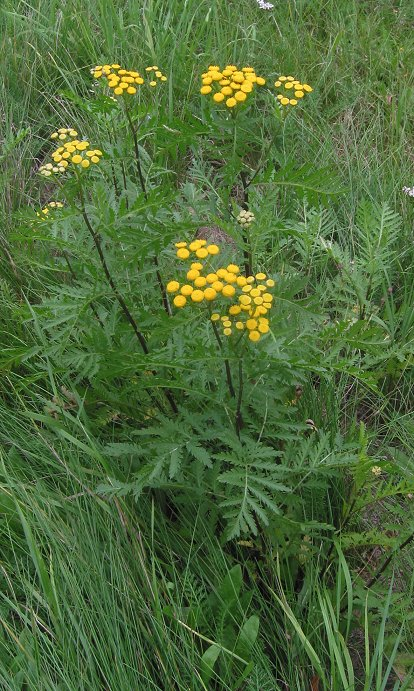
Rainfarn (Tanacetum vulgare)

## Inhaltsstoffe

### Pyrethrum
Das Insektizid Pyrethrum wird aus den getrockneten Blüten von Tanacetum-Arten durch Zerkleinern oder Extraktion mit Lösungsmitteln gewonnen. Das „montenegrinische bzw. dalmatinische Insektenpulver“ wird aus der Dalmatinischen Insektenblume, Insektenpulverkraut (Tanacetum cinerariifolium, Syn.: Chrysanthemum cinerariifolium, Pyrethrum cinerariifolium), hingegen das „armenische, persische bzw. kaukasische Insektenpulver“ aus der Kaukasischen Insektenblume (Tanacetum coccineum, Syn.: Chrysanthemum coccineum, Pyrethrum roseum, Pyrethrum carneum) gewonnen. Die Pyrethrum-Arten waren eine eigene Gattung, sind aber heute in die Gattung Tanacetum eingegliedert.
Pyrethrum-liefernde Pflanzen werden bevorzugt angebaut in bzw. exportiert aus Afrika (beispielsweise Tansania, Kenia), Mittelamerika (beispielsweise Ecuador, Kolumbien), Neuguinea und Japan.

## Systematik und Verbreitung
Die Gattung Tanacetum wurde 1753 durch Carl von Linné in Species Plantarum, Tomus II, Seite 843 aufgestellt. Synonyme für Tanacetum L. sind: Balsamita Mill., Gymnocline Cass., Pyrethrum Medik., Pyrethrum Zinn, Spathipappus Tzvelev.
Das Hauptverbreitungsgebiet der Gattung Tanacetum liegt in der Holarktis. Die Tanacetum-Arten gedeihen in den gemäßigten Gebieten der Nordhalbkugel in Eurasien, Nordafrika und Nordamerika. Einige Arten werden weltweit angebaut.
Es gibt 150 bis 160 Tanacetum-Arten (Auswahl):
- Tanacetum abrotanifolium (L.) Druce (Syn.: Achillea abrotanifolia L.): Sie kommt in der Türkei, in Armenien und im Iran vor.[4][3]
- Tanacetum achilleifolium (M.Bieb.) Sch.Bip. (Syn.: Chrysanthemum achilleifolium (M.Bieb.) Kuntze, Pyrethrum achilleifolium M.Bieb.): Sie kommt in Rumänien, Bulgarien, in der Ukraine, in Russland, im Kaukasusraum und in Kasachstan vor.[4][3]
- Tanacetum akinfievii (Alex.) Tzvelev (Syn.: Pyrethrum akinfievii Alex.): Dieser Endemit kommt nur in Nordkaukasien vor.[3]
- Tanacetum albipannosum Hub.-Mor. & Grierson: Sie kommt nur im asiatischen Teil der Türkei vor.[3]
- Tanacetum alyssifolium (Bornm.) Grierson (Syn.: Chrysanthemum alyssifolium Bornm.): Sie kommt nur im asiatischen Teil der Türkei vor.[3]
- Tanacetum argenteum (Lam.) Willd. (Syn.: Achillea argentea Lam. non Vis., Pyrethrum argenteum (Lam.) Boiss., Hemipappus argenteus (Lam.) Tzvelev, Pyrethrum leucophyllum Boiss. & Hausskn.): Die drei Unterarten kommen vom asiatischen Teil der Türkei bis Libanon und Syrien vor.[3]
- Tanacetum armenum (DC.) Sch. Bip. (Syn.: Leucanthemum armenum DC. non Pyrethrum armenum K.Koch, Pyrethrum heldreichianum Fenzl, Pyrethrum fruticulosum Boiss. nom. illeg., non  Bieher): Sie kommt im asiatischen Teil der Türkei vor, Vorkommen im Kaukasusraum sind fraglich.[3]
- Tanacetum artemisioides Sch.Bip. ex Hook. f.: Sie kommt in Pakistan, im westlichen Tibet und möglicherweise auch in Indien vor.[5]
- Tanacetum atkinsonii (C.B.Clarke) Kitam. (Syn.: Chrysanthemum atkinsonii C.B.Clarke): Sie kommt in Bhutan, Sikkim, Nepal und Tibet vor.[4]
- Tanacetum aucheri DC. (Syn.: Pyrethrum tenuilobum Boiss. nom. illeg.): Sie kommt vom asiatischen Teil der Türkei bis Libanon und Syrien vor.[3]
- Tanacetum aucherianum (DC.) Sch. Bip. (Syn.: Pyrethrum aucherianum DC., Chrysanthemum roopianum Bordz., Pyrethrum roopianum (Bordz.) Sosn.): Sie kommt im asiatischen Teil der Türkei vor.[3]
- Tanacetum audibertii (Req.) DC. (Syn.: Balsamita audibertii Req., Chrysanthemum audibertii (Req.) P.Fourn.): Sie kommt nur auf Korsika und Sardinien vor.[3]
- Tanacetum aureum (Lam.) Greuter & al. (Syn.: Achillea aurea Lam., Chrysanthemum heimerlii Nábělek,Pyrethrum armenum K.Koch, Pyrethrum cheilanthifolium Sosn., Pyrethrum chiliophyllum DC., Pyrethrum longipedunculatum Sosn., Pyrethrum oligocephalum DC., Pyrethrum sosnowskyanum Grossh., Pyrethrum transcaucasicum Sosn., Tanacetum chiliophyllum (DC.) Sch. Bip., Tanacetum longipedunculatum (Sosn.) Tzvelev, Tanacetum oligocephalum (DC.) Sch. Bip.): Diese Neukombination erfolgte 2005. Sie kommt vom asiatischen Teil der Türkei bis in den Kaukasusraum vor.[3]
- Frauenminze oder Balsamkraut (Tanacetum balsamita L., Syn.: Balsamita major Desf., Chrysanthemum balsamita (L.) Baill. non L., Chrysanthemum majus (Desf.) Asch., Chrysanthemum tanacetum Vis. nom. illeg., Pyrethrum majus (Desf.) Tzvelev, Pyrethrum balsamita var. tanacetoides Boiss.): Es gibt Fundortangaben für die Türkei, den Irak, Iran, Armenien, Aserbaidschan und Georgien.[4][3] In Europa, in Nord- und Südamerika wird sie kultiviert und ist ein Neophyt.[4]
  - Tanacetum balsamita L. subsp. balsamita (Syn.: Balsamita major Desf., Chrysanthemum balsamita auct., Chrysanthemum majus (Desf.) Asch., Pyrethrum majus (Desf.) Tzvelev): Es gibt Fundortangaben für die Türkei, den Iran, Aserbaidschan, Armenien und Georgien.[4]
  - Tanacetum balsamita subsp. balsamitoides (Sch.Bip.) Grierson (Syn.: Chrysanthemum balsamita L., Pyrethrum balsamita (L.) Willd., Tanacetum balsamitoides Sch.Bip.): Es gibt Fundortangaben für die Türkei, den Irak, Iran und Armenien.[4]
- Tanacetum bipinnatum (L.) Sch.Bip. non (L.) Druce (Syn.: Chrysanthemum bipinnatum L., Pyrethrum bipinnatum (L.) Willd.): Sie ist in Russland vom europäischen Teil[3] bis Sibirien und dem fernöstlichen Teil Russlands weitverbreitet und kommt außerdem in Alaska vor.[4]
- Tanacetum cadmeum (Boiss.) Heywood (Syn.: Pyrethrum cadmeum Boiss., Achillea peroninii Boiss., Achillea speciosa Hayek): Die zwei Unterarten kommen nur im asiatischen Teil der Türkei vor.[3]
- Tanacetum camphoratum Less. (Syn.: Tanacetum douglasii DC.): Sie kommt in Nordamerika in British Columbia, Oregon, Washington und Kalifornien vor.[4]
- Tanacetum canescens DC. (Syn.: Pyrethrum canescens (DC.) Boiss.): Sie kommt im asiatischen Teil der Türkei und in Armenien vor.[3]
- Tanacetum cappadocicum (DC.) Sch. Bip. (Syn.: Pyrethrum cappadocicum DC.): Sie kommt nur im asiatischen Teil der Türkei vor.[3]
- Tanacetum cilicium (Boiss.) Grierson (Syn.: Pyrethrum cilicium Boiss.): Sie kommt im asiatischen Teil der Türkei, in Syrien und im Libanon vor.[3]
- Dalmatinische Insektenblume oder Aschblätterige Wucherblume (Tanacetum cinerariifolium (Trevir.) Sch.Bip., Syn.: Chrysanthemum cinerariifolium (Trevir.) Vis., Pyrethrum cinerariifolium Trevir.): Es gibt Fundortangaben für Kroatien, Albanien, Bosnien und Herzegowina und Montenegro. Im übrigen Europa und auf Zypern ist sie ein Neophyt.[4][3]
- Tanacetum chitralense (Podlech) K.Bremer & Humphries: Dieser Endemit gedeiht in Höhenlagen von 3000 bis 4000 Metern nur in der pakistanischen Provinz Chitral.[6]
- Rotblütige Wucherblume oder Armenische Insektenblume (Tanacetum coccineum (Willd.) Grierson, Syn.: Chrysanthemum coccineum Willd., Chrysanthemum marschallii Asch. ex O.Hoffm., Chrysanthemum roseum Adams, Pyrethrum carneum M.Bieb., Pyrethrum coccineum (Willd.) Vorosch., Pyrethrum roseum (Adams) M.Bieb.): Die Heimat ist die Türkei, der Iran, der Kaukasusraum, Armenien, Georgien und Aserbaidschan.[4][3]
- Straußblütige Wucherblume oder Ebensträußige Wucherblume (Tanacetum corymbosum (L.) Sch.Bip., Chrysanthemum corymbosum L., Pyrethrum corymbosum (L.) Willd.):[3] Es gibt Unterarten (hier nur eine Auswahl):
  - Tanacetum corymbosum (L.) Sch.Bip. subsp. corymbosum (Syn.: Chrysanthemum corymbosum L., Pyrethrum corymbosum (L.) Willd.): Sie kommt in Europa, in den gemäßigten Gebieten Asiens und in Algerien und Marokko vor.[4]
  - Tanacetum corymbosum subsp. subcorymbosum (Schur) Pawł. (Syn.: Tanacetum corymbosum subsp. clusii (Fisch. ex Rchb.) Heywood, Pyrethrum clusii Fisch. ex Rchb.): Sie kommt in Polen, Österreich, Ungarn, in der Slowakei, Rumänien, in der Ukraine, in Kroatien, Slowenien sowie in Bosnien und Herzegowina vor.[4]
- Tanacetum daghestanicum (Boiss.) Chandjian (Syn.: Chamaemelum daghestanicum Boiss., Pyrethrum daghestanicum (Boiss.) Flerow, Chamaemelum daghestanicum var. glabrum Boiss., Pyrethrum aromaticum Tzvelev, Pyrethrum galushkoi Prima): Diese Neukombination erfolgte 2002. Sie kommt nur in Georgien und Nordkaukasien vor.[3]
- Tanacetum densum (Labill.) Sch. Bip. (Syn.: Pyrethrum densum Labill.): Die etwa fünf Unterarten kommen im asiatischen Teil der Türkei, in Syrien und im Libanon vor.[3]
- Tanacetum depauperatum (Post) Grierson (Syn.: Pyrethrum depauperatum Post): Sie kommt nur im asiatischen Teil der Türkei vor.[3]
- Tanacetum eginense (Bornm.) Grierson (Syn.: Pyrethrum eginense Bornm.): Sie kommt im asiatischen Teil der Türkei vor.[3]
- Tanacetum emodi R.Khan: Sie kommt in Pakistan und in Tibet in Höhenlagen von 3000 bis 4100 Metern vor.[6]
- Tanacetum erzincanense Korkmaz & al.: Sie wurde 2015 aus dem asiatischen Teil der Türkei erstbeschrieben.[3]
- Tanacetum falconeri Hook. f.: Sie kommt im indischen Bundesstaat Himachal Pradesh, in Pakistan und im westlichen Tibet vor.[5]
- Tanacetum ferulaceum (Sch. Bip.) Walp. (Syn.: Pyrethrum ferulaceum Sch. Bip., Chrysanthemum ferulaceum (Sch. Bip.) Sunding, Gonospermum ferulaceum (Sch. Bip.) Febles): Dieser Endemit kommt nur auf Gran Canaria vor.[3]
- Tanacetum germanicopolitanum (Bornm. & Heimerl) Grierson (Syn.: Pyrethrum germanicopolitanum Bornm. & Heimerl): Sie kommt nur im asiatischen Teil der Türkei vor.[3]
- Tanacetum griffithii (C.B.Clarke) Muradyan: Sie kommt in Zentralasien, Afghanistan, Pakistan, im Himalaja und in Tibet vor.[6]
- Tanacetum haradjanii (Rech. f.) Grierson (Syn.: Chrysanthemum haradjanii Rech. f.): Sie kommt nur im asiatischen Teil der Türkei vor.[3]
- Tanacetum haussknechtii (Bornm.) Grierson (Syn.: Pyrethrum haussknechtii Bornm.): Sie kommt nur im asiatischen Teil der Türkei vor.[3]
- Tanacetum heterotomum (Bornm.) Grierson (Syn.: Pyrethrum heterotomum Bornm.): Sie kommt nur im asiatischen Teil der Türkei vor.[3]
- Tanacetum huronense Nutt. (Syn.: Tanacetum pauciflorum Richardson): Sie kommt in Kanada und den US-Bundesstaaten Wisconsin, Maine sowie Michigan vor.[4]
- Tanacetum kittaryanum (C.A.Mey.) Tzvelev (Syn.: Pyrethrum kittaryanum C.A.Mey): Die etwa drei Unterarten kommen in Russland vor.[3]
- Tanacetum kotschyi (Boiss.) Grierson (Syn.: Pyrethrum kotschyi Boiss., Pyrethrum ordubadense Manden.): Sie kommt im asiatischen Teil der Türkei und im Kaukasusraum vor.[3]
- Tanacetum larvatum (Pant.) Hayek (Syn.: Chrysanthemum larvatum Pant.): Sie kommt in Albanien, Montenegro, Nordmazedonien, Serbien sowie im Kosovo vor.[3]
- Tanacetum leptophyllum (M.Bieb.) Sch. Bip. (Syn.: Pyrethrum leptophyllum M.Bieb.): Sie kommt nur in Georgien und Abchasien vor.[3]
- Großblättrige Wucherblume (Tanacetum macrophyllum (Waldst. & Kit.) Sch. Bip., Syn.: Chrysanthemum macrophyllum Waldst. & Kit., Pyrethrum macrophyllum (Waldst. & Kit.) Willd.): Sie ist Südosteuropa über Griechenland bis zur Türkei und dem Kaukasusraum verbreitet.[4][3] In vielen Ländern Europas wird sie kultiviert und ist sie ein Neophyt.[3]
- Tanacetum marionii (Albov) K.Bremer & Humphries (Syn.: Pyrethrum marionii Albov): Dieser Endemit kommt nur in Georgien vor.[3]
- Tanacetum millefolium (L.) Tzvelev (Syn.: Anthemis millefolia L., Chrysanthemum millefoliatum L. nom. illeg., Pyrethrum millefoliatum Willd. nom. illeg.): Sie kommt in Moldawien, Rumänien, Russland, Nordkaukasien, in der Ukraine und auf der Krim vor.[3]
- Tanacetum mucroniferum Hub.-Mor. & Grierson: Sie wurde 1974 aus dem asiatischen Teil der Türkei erstbeschrieben.[3]
- Tanacetum mucronulatum (Hoffmanns. & Link) Heywood (Syn.: Pyrethrum mucronulatum Hoffmanns. & Link, Chrysanthemum mucronulatum (Hoffmanns. & Link) Cout.): Dieser Endemit kommt nur in Portugal vor.[3]
- Tanacetum munzurdaghense Yιld.: Sie wurde 1989 aus dem asiatischen Teil der Türkei erstbeschrieben.[3]
- Tanacetum nitens (Boiss. & Noë) Grierson (Syn.: Pyrethrum nitens Boiss. & Noë): Sie kommt nur im asiatischen Teil der Türkei vor.[3]
- Tanacetum nivale Sch. Bip. (Syn.: Pyrethrum nivale (Sch. Bip.) Boiss. non  Schult.): Sie kommt nur im asiatischen Teil der Türkei vor.[3]
- Kugel-Rainfarn (Tanacetum niveum (Lag.) Sch.Bip., Syn.: Pyrethrum niveum Lag., Pyrethrum fruticulosum Bieher, Pyrethrum kubense Grossh.): Sie kommt im Kaukasusraum vor.[4][3]
- Tanacetum odessanum (Klokov) Tzvelev (Syn.: Pyrethrum odessanum Klokov): Sie kommt in Moldawien und in der Ukraine vor.[4][3]
- Tanacetum oltense (Sosn.) Grierson (Syn.: Chrysanthemum oltense Sosn.): Sie kommt nur im asiatischen Teil der Türkei vor.[3]
- Tanacetum oshanahanii Marrero Rodr. & al. (Syn.: Gonospermum oshanahanii (Marrero Rodr. & al.) Febles): Dieser Endemit kommt nur auf Gran Canaria vor.[3]
- Tanacetum oxystegium (Sosn.) Grierson (Syn.: Chrysanthemum oxystegium Sosn.): Sie kommt nur im asiatischen Teil der Türkei vor.[3]
- Tanacetum paczoskii (Zefir.) Tzvelev (Syn.: Pyrethrum paczoskii Zefir.): Dieser Endemit kommt nur auf der Krim vor.[3]
- Tanacetum pakistanicum Podlech: Sie kommt in Pakistan vor.[6]
- Mutterkraut (Tanacetum parthenium (L.) Sch.Bip., Syn.: Chrysanthemum parthenium (L.) Bernh., Chrysanthemum praealtum Vent., Leucanthemum parthenium (L.) Gren. & Godr., Matricaria eximia hort. ex Voss nom. inval., Matricaria parthenium L., Pyrethrum parthenium (L.) Sm., Pyrethrum glanduliferum Sommier & Levier, Pyrethrum divaricatum (Sosn.) Sosn., Pyrethrum grossheimii Sosn., Pyrethrum buschianum Sosn., Pyrethrum sevanense Grossh., Pyrethrum demetrii Manden, Pyrethrum niveum var. divaricatum (Sosn.) Sosn., Tanacetum parthenium var. praealtum (Vent.) B.Bock): Es gibt Fundortangaben für Portugal, Frankreich, Tschechien, die Balkanhalbinsel, die Türkei, die Krim und den Kaukasusraum. In vielen anderen Ländern ist diese Art ein Neophyt.[4][3]
- Tanacetum parthenifolium (Willd.) Sch.Bip. (Syn.: Pyrethrum parthenifolium Willd.): Sie ist auf der Krim, in West- und Mittelasien und im Kaukasusraum verbreitet.[4]
- Tanacetum pinnatum Boiss. (Syn.: Chrysanthemum tamrutense Sosn., Pyrethrum flavovirens Boiss., Pyrethrum woronowii Sosn., Pyrethrum tamrutense (Sosn.) Sosn., Tanacetum flavovirens (Boiss.) Tzvelev, Tanacetum flavovirens subsp. tamrutense (Sosn.) Takht., Tanacetum tamrutense (Sosn.) Tzvelev): Sie kommt in der Türkei, in Armenien,[3] im Irak und im Iran vor.[4]
- Tanacetum polycephalum Sch.Bip. (Syn.: Pyrethrum polycephalum (Sch. Bip.) Boiss.): Es gibt Unterarten (Auswahl):[3]
  - Tanacetum polycephalum subsp. argyrophyllum (K.Koch) Podlech (Syn.: Gymnocline argyrophylla K.Koch, Tanacetum argyrophyllum (K.Koch) Tzvelev, Achillea bipinnata L., Tanacetum bipinnatum (L.) Druce non (L.) Sch. Bip., Tanacetum myriophyllum Willd. nom. illeg.): Sie kommt in der Türkei, im Irak und im Iran, in Armenien und in Aserbaidschan vor.[4][3]
  - Tanacetum polycephalum subsp. duderanum (Boiss.) Podlech (Syn.: Gymnocline myriophylla (C.A.Mey.) K.Koch, Pyrethrum myriophyllum C.A.Mey., Pyrethrum duderanum Boiss., Tanacetum duderanum (Boiss.) Tzvelev): Sie kommt im asiatischen Teil der Türkei, in Georgien sowie Abchasien vor.[3]
  - Tanacetum polycephalum subsp. filipendulinum (Boiss.) Greuter (Syn.: Pyrethrum filipendulinum Boiss.): Diese Neukombination erfolgte 2003. Sie kommt nur im asiatischen Teil der Türkei vor.[3]
  - Tanacetum polycephalum Sch. Bip. subsp. polycephalum: Sie kommt nur im asiatischen Teil der Türkei vor.[3]
- Tanacetum poteriifolium (Ledeb.) Grierson (Syn.: Chrysanthemum anserinifolium (Hausskn. & Bornm.) J.W.Ingram & Dress, Pyrethrum anserinifolium Hausskn. & Bornm., Pyrethrum poteriifolium Ledeb., Pyrethrum poteriifolium Nordm., Pyrethrum cassium Boiss., Pyrethrum starckianum Albov): Sie kommt im asiatischen Teil der Türkei, im Kaukasusraum und Syrien vor.[4][3]
- Tanacetum praeteritum (Horw.) Heywood (Syn.: Chrysanthemum praeteritum Horw.): Sie kommt nur im asiatischen Teil der Türkei vor.[3]
- Tanacetum ptarmiciflorum (Webb & Berthel.) Sch.Bip. (Syn.: Chrysanthemum ptarmiciflorum (Webb & Berthel.) Brenan, Pyrethrum ptarmiciflorum Webb & Berthel.): Dieser Endemit kommt nur auf Gran Canaria vor.[3]
- Tanacetum punctatum (Desr.) Grierson (Syn.: Matricaria punctata Desr., Pyrethrum punctatum (Desr.) Sosn., Pyrethrum palustre Willd., Pyrethrum argyranthemoides Boiss. & Kotschy): Sie kommt im asiatischen Teil der Türkei und im Kaukasusraum vor.[3]
- Tanacetum roylei (DC.) R.Khan: Dieser Endemit kommt nur in Kaschmir vor.[6]
- Tanacetum santolina M.Winkl.: Dieser Endemit kommt nur im südlichen Teil Russlands vor.[3]
- Tanacetum sericeum (Adams) Sch. Bip. (Syn.: Chrysanthemum sericeum Adams, Matricaria argentea L., Pyrethrum sericeum (Adams) M.Bieb.): Sie kommt im asiatischen Teil der Türkei sowie in Georgien vor.[3]
- Tanacetum silaifolium (DC.) Sch. Bip. (Syn.: Chamaemelum silaifolium (DC.) Grossh., Pyrethrum silaifolium DC., Pyrethrum meyerianum Sosn.): Dieser Endemit kommt nur in Abchasien vor.[3]
- Tanacetum sinaicum (Fresen.) K.Bremer & Humphries (Syn.: Santolina sinaica Fresen., Pyrethrum santolinoides DC., Tanacetum santolinoides (DC.) Feinbrun & Fertig): Sie kommt in Jordanien, Israel, Palästina und auf der Sinai-Halbinsel vor.[3]
- Tanacetum sipikorense (Bornm.) Grierson (Syn.: Chrysanthemum sipikorense Bornm., Chrysanthemum aucherianum var. oxylepis Bordz., Pyrethrum oxylepis (Bordz.) Tzvlev): Sie kommt nur im asiatischen Teil der Türkei vor.[3]
- Tanacetum sorbifolium (Boiss.) Grierson (Syn.: Pyrethrum sorbifolium Boiss.): Sie kommt im asiatischen Teil der Türkei sowie in Georgien vor.[3]
- Tanacetum stoliczkae (C.B.Clarke) R.Khan: Dieser Endemit gedeiht in Höhenlagen von 3000 bis 4000 Metern nur in Kaschmir.[6]
- Tanacetum tabrisianum (Boiss.) Sosn. & Takht. (Syn.: Pyrethrum tabrisianum Boiss.): Sie kommt im asiatischen Teil der Türkei und im Kaukasusraum vor.[3]
- Tanacetum tenuissimum (Trautv.) Grossh. (Syn.: Pyrethrum tenuissimum Trautv.): Sie kommt wohl nur in Aserbaidschan vor.[3]
- Tanacetum tomentellum (Boiss.) Grierson (Syn.: Pyrethrum tomentellum Boiss.): Sie kommt nur im asiatischen Teil der Türkei vor.[3]
- Tanacetum tricholobum (Manden.) Chandjian (Syn.: Pyrethrum tricholobum Manden., Pyrethrum trichophyllum Sosn. non Griseb., Pyrethrum dolomiticum Galushko): Diese Neukombination erfolgte 2002. Sie kommt wohl nur in Nordkaukasien vor.[3]
- Tanacetum uniflorum (DC.) Sch. Bip. (Syn.: Pyrethrum uniflorum DC.): Sie kommt im asiatischen Teil der Türkei sowie in der Autonomen Republik Nachitschewan vor.[3]
- Tanacetum vahlii DC. (Syn.: Tanacetum willkommii Sch. Bip.): Sie kommt nur in den spanischen Provinzen Albacete, Burgos, Guadalajara, Soria, Teruel sowie Saragossa vor.[3]
- Gemeiner Rainfarn (Tanacetum vulgare L., Syn.: Chrysanthemum vulgare (L.) Bernh. non Gaterau, Pyrethrum vulgare (L.) Boiss., Tanacetum boreale Fisch. ex DC.): Die etwa zwei Unterarten sind in Eurasien weitverbreitet[3] und ist in zahlreichen anderen Ländern ein Neophyt.[4]
- Tanacetum yabrudae (Mouterde) Charpin & Dittrich (Syn.: Pyrethrum yabrudae Mouterde): Dieser Endemit kommt nur in Syrien vor.[3]
- Tanacetum zahlbruckneri (Nábělek) Grierson (Syn.: Chrysanthemum zahlbruckneri Nábělek): Sie kommt nur im asiatischen Teil der Türkei vor.[3]

Die Gattung Tanacetum gehört zur Subtribus Anthemidinae (Cass.) Dumort. der Tribus Anthemideae in der Unterfamilie Asteroideae innerhalb der Familie Asteraceae.

### Botanische Geschichte
Mit molekulargenetischen Daten wurde die Gattungen der Tribus Anthemideae in ihrem Umfang verändert und viele Arten in andere Gattungen gestellt. Nicht mehr zur Gattung Tanacetum sondern nicht mal zu gleichen Subtribus gehören bei wenigen Autoren (Auswahl):
- Tanacetum axillare Thunb. → Asaemia minuta (L. f.) K.Bremer[4]
- Tanacetum incanum L. → Artemisia incana (L.) Druce[4]
- Tanacetum lingulatum (Boiss.) Bornm. → Xylanthemum lingulatum (Boiss.) K.Bremer & Humphries[4]
- Tanacetum potentilloides (A.Gray) A.Gray → Sphaeromeria potentilloides (A.Gray) A.Heller[4]
- Tanacetum purpureum Buch.-Ham. ex D.Don → Cyathocline purpurea (Buch.-Ham. ex D.Don) Kuntze[4]
- Tanacetum serotinum (L.) Sch.Bip. → Leucanthemella serotina (L.) Tzvelev[4]
- Tanacetum simplex A.Nelson → Sphaeromeria simplex (A.Nelson) A.Heller[4]
- Tanacetum suffruticosum L. → Oncosiphon suffruticosum (L.) Källersjö[4]
- Tanacetum waldsteinii Sch.Bip. → Leucanthemum waldsteinii (Sch.Bip.) Pouzar[4]